# Frances Houghton
Frances Houghton, född 19 september 1980 i Oxford i Storbritannien, är en brittisk roddare.
Hon tog OS-silver i scullerfyra i samband med de olympiska roddtävlingarna 2004 i Aten och 2008 i Peking. Vid OS 2016 tog hon sin tredje silvermedalj i åtta med styrman.